# Idiocera (Idiocera) persimilis
Idiocera (Idiocera) persimilis is een tweevleugelige uit de familie steltmuggen (Limoniidae). De soort komt voor in het Oriëntaals gebied.